# Грачёв, Ефим Андреевич
Ефи́м (-ий) Андре́евич Грачёв (1826—1877) — российский селекционер-овощевод.

## Биография
Ефим Андреевич Грачёв родился в 1826 году в Санкт-Петербурге в крестьянской семье, жившей за счёт небольшого собственного огорода. Когда ему было 3 года, умер отец, Андрей Гаврилович. Детство прошло в нужде. Окончил лишь приготовительную школу, после чего помогал родным на огороде.
Некоторое время вёл хозяйство на родине отца в селе Сулость Ростовского уезда Ярославской губернии, на берегу озера Неро. Накопив средств, в 1848 году на окраине Санкт-Петербурга устроил хозяйство с целью круглогодичного выращивания шампиньонов, спаржи и ранних овощей Грибное производство Грачёва давало 4 т продукта в год (до трети всего объёма производства шампиньонов в столице)..
Совершенствовал агротехнику, применял закаливание, а потом и селекцию (в его терминологии — «культура» или «акклиматизация»). Поначалу использовал в основном многократный систематический отбор растений, но вскоре перешёл на проведение искусственных скрещиваний с последующим отбором сеянцев.
Вывел 4 сорта белокочанной капусты, 12 — репы, 4 — столовой свёклы, 8 — редьки, около 35 — редиса, 25 — скороспелой кукурузы, 8 — гороха, 3 — лука, более 100 — картофеля, 36 — моркови, а также гибридные сорта редьки и редиса. Его сорта многократно награждались премиями и медалями (11 золотых, 41 серебряная и 11 бронзовых) на международных выставках в Петербурге (1866, 1869), Вене (1873), Кёльне (1875), Филадельфии (1876), Брюсселе (1876), Париже (1878).
В отличие от многих тогдашних огородников, не стремился скрыть приёмы своей работы, а наоборот старался рассказать о них в печати.
Член Парижской академии сельского хозяйства, промышленности и торговли (1877).
Легендарный крестьянин Ефим Грачев – с окладистой кудрявистой бородой и жгучим взором, прогуливался по Всемирной выставке в Париже 1875 года в окружении галдящей на всех языках мира толпе, пораженной его «живой зеленой шубой» – из проросшего ячменя! Пучочками проклюнулся он из нашитых на кафтан карманов с землей. Бурно реагировала публика и на его экспонаты – гигантские дыни, огурцы, на капусту – 53 см в поперечнике. Венский юмористический журнал поместил рисунок: человек с трудом везет тележку с единственным кочаном капусты. И подпись: «Одного такого кочана хватит на зиму для целого семейства». В Санкт-Петербурге на огороде Грачева близ Обводного канала созревала капризная южанка-кукуруза. Возмутившись, что американцы продают картофелины по 30 долларов и более, купил две, скрестил с местным сортом, получил новый, много лучше. Стал убеждать и других в пользе перекрестного опыления. Ефим Андреевич открывал все секреты.
После безвременной кончины Ефима Андреевича вдова его и сын Владимир удивили посетителей Всероссийской выставки 1890 года в Петербурге демонстрацией 250 сортов картофеля.
Умер 15 (27) октября 1877 года в своём доме по Дровяной улице в Нарвской части Санкт-Петербурга.

## Сочинения
- Как сохранять стручья сахарного гороха до января // Вестник Российского общества садоводства в Санкт-Петербурге. 1860, С. 49.
- О разведении шампиньонов // Вестник Российского общества садоводства в Санкт-Петербурге. 1861, кн. 1, С. 77—96.
- Разведение кукурузы в Санкт-Петербурге // Акклиматизация, 1861, вып. 6.
- Огородничество [3 статьи] // Вестник Российского общества садоводства в Санкт-Петербурге, 1864, С. 1—17, 69—79, 145—68.
- О разведении спаржи на наших огородах // Вестник Российского общества садоводства в Санкт-Петербурге. 1867, С. 321—325.
- О разведении капусты сабурки и коломенки // Труды Вольного экономического общества, 1867, т. 1, С. 376—77.
- О разведении картофеля семенами // Труды Вольного экономического общества, 1867, т. 1, С. 8.
- Дыня и арбуз // Вестник Российского общества садоводства в Санкт-Петербурге. 1868, С. 43—48.